# Copa Ibarguren 1942
La Copa Ibarguren, también conocida como Campeonato Argentino Copa Dr. Carlos Ibarguren o Campeonato Argentino a secas, fue un torneo oficial del fútbol argentino.
Esta fue la decimonovena edición del torneo. Inicialmente enfrentaría a los campeones de las dos ligas más fuertes de Argentina: Rosario y Buenos Aires, consagrando a su vencedor como el mejor equipo del país.
Sin embargo, debido a que los equipos más importantes de la Asociación Rosarina de Fútbol se incorporaron a los torneos de AFA, se decidió que a partir de esta edición, el torneo enfrente en una final al Campeón de Primera División contra la selección regional vencedora del Campeonato Argentino de Interligas, constituyendo así, un torneo más federal.

## Clubes clasificados
Clasificaron como campeones de 1942:
| AFA |  | Club Atlético River Plate |  | Campeón de la Primera División de Argentina (1942) |
| CAI |  | Liga Cordobesa de Fútbol  |  | Campeón de la Copa Presidente de la Nación (1942)  |

## Desarrollo

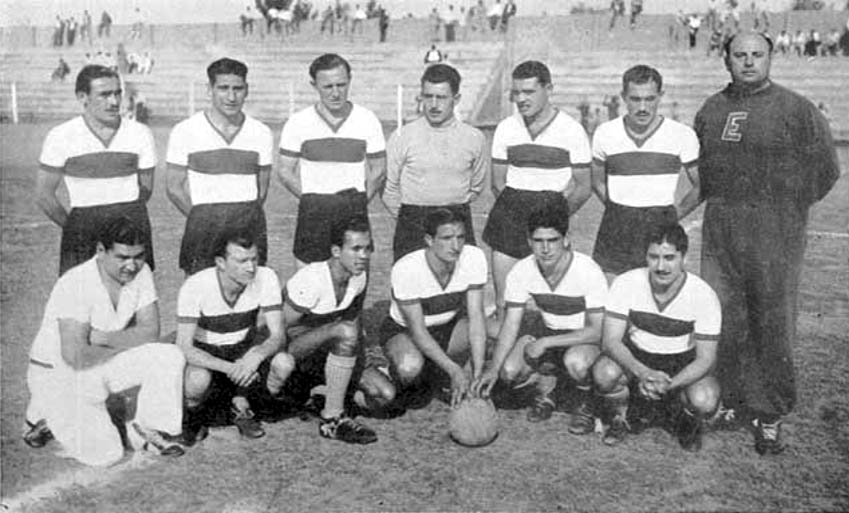
Equipo de la Liga Cordobesa

El torneo enfrentó a "La Máquina" de River Plate; contra la Liga Cordobesa; campeón del Campeonato Argentino de Interligas 1942.
El encuentro se disputó a final de temporada, el 4 de abril de 1943, en el El Gasómetro de Boedo.
Como dato curioso, se debe destacar que River utilizó una camiseta bastante llamativa para la ocasión. 
Antes de iniciar el partido, los útileros de River solo contaban con la camiseta tradicional (blanca con banda roja), tras olvidarse el conjunto suplente (tricolor). Por su parte, la Liga Cordobesa utilizaba una camiseta muy similar (banca con una franja roja horizontal).
Dada la similitud en los uniformes de ambos equipos, el réferi del partido, Bartolomé Macías, obligó al conjunto "Millonario" a cambiar de equipación. De forma desesperada, los dirigentes de San Lorenzo (dueño del estadio), consiguieron un juego de camisetas para prestar, la cual era azul con detalles en rojo.
River Plate se consagraría de forma categórica al vencer por 7 a 0, consiguiendo así su tercer título en la competición.
| 4 de abril de 1943 | River Plate | 7:0 | Liga Cordobesa | Estadio El Gasómetro, Buenos Aires |  |

| Guardameta     | Julio Barrios         |  |
| Defensa        | Ricardo Vaghi         |  |
| Defensa        | Luis Ferreyra         |  |
| Centrocampista | Norberto Yácono       |  |
| Centrocampista | Eusebio Videla        |  |
| Centrocampista | José Ramos            |  |
| Delantero      | Aristóbulo Deambrossi |  |
| Delantero      | José Manuel Moreno    |  |
| Delantero      | Adolfo Pedernera      |  |
| Delantero      | Ángel Labruna         |  |
| Delantero      | Félix Loustau         |  |
| DT             | Renato Cesarini       |  |

| Guardameta     | Rama                      |  |
| Defensa        | Renato Restelli           |  |
| Defensa        | Julio Murúa               |  |
| Centrocampista | Giménez                   |  |
| Centrocampista | Rivero                    |  |
| Centrocampista | Oscar Musante             |  |
| Delantero      | Lorente                   |  |
| Delantero      | Carlos Lutti              |  |
| Delantero      | Bianchi                   |  |
| Delantero      | Horacio Martínez Rivanera |  |
| Delantero      | Videla                    |  |
| DT             | Bandera de ?              |  |

| Anotado | 8'  | Deambrossi |
| Anotado | 57' | Loustau    |
| Anotado | 68' | Deambrossi |
| Anotado | 73' | Labruna    |
| Anotado | 75' | Loustau    |
| Anotado | 85' | Pedernera  |
| Anotado | 89' | Moreno     |

| Guardameta     | Julio Barrios         |  |
| Defensa        | Ricardo Vaghi         |  |
| Defensa        | Luis Ferreyra         |  |
| Centrocampista | Norberto Yácono       |  |
| Centrocampista | Eusebio Videla        |  |
| Centrocampista | José Ramos            |  |
| Delantero      | Aristóbulo Deambrossi |  |
| Delantero      | José Manuel Moreno    |  |
| Delantero      | Adolfo Pedernera      |  |
| Delantero      | Ángel Labruna         |  |
| Delantero      | Félix Loustau         |  |
| DT             | Renato Cesarini       |  |

| Guardameta     | Rama                      |  |
| Defensa        | Renato Restelli           |  |
| Defensa        | Julio Murúa               |  |
| Centrocampista | Giménez                   |  |
| Centrocampista | Rivero                    |  |
| Centrocampista | Oscar Musante             |  |
| Delantero      | Lorente                   |  |
| Delantero      | Carlos Lutti              |  |
| Delantero      | Bianchi                   |  |
| Delantero      | Horacio Martínez Rivanera |  |
| Delantero      | Videla                    |  |
| DT             | Bandera de ?              |  |

| Anotado | 8'  | Deambrossi |
| Anotado | 57' | Loustau    |
| Anotado | 68' | Deambrossi |
| Anotado | 73' | Labruna    |
| Anotado | 75' | Loustau    |
| Anotado | 85' | Pedernera  |
| Anotado | 89' | Moreno     |

|                                |
|                                |
| Campeón River Plate 3.º título |

| Predecesor: 1941 Campeón: River Plate | XIX Copa Ibarguren 1942 Campeón: River Plate | Sucesor: 1944 Campeón: Boca Juniors |